# Metropolitana di Xuzhou
La metropolitana di Xuzhou è un mezzo di trasporto che serve la città cinese di Xuzhou.